# 398

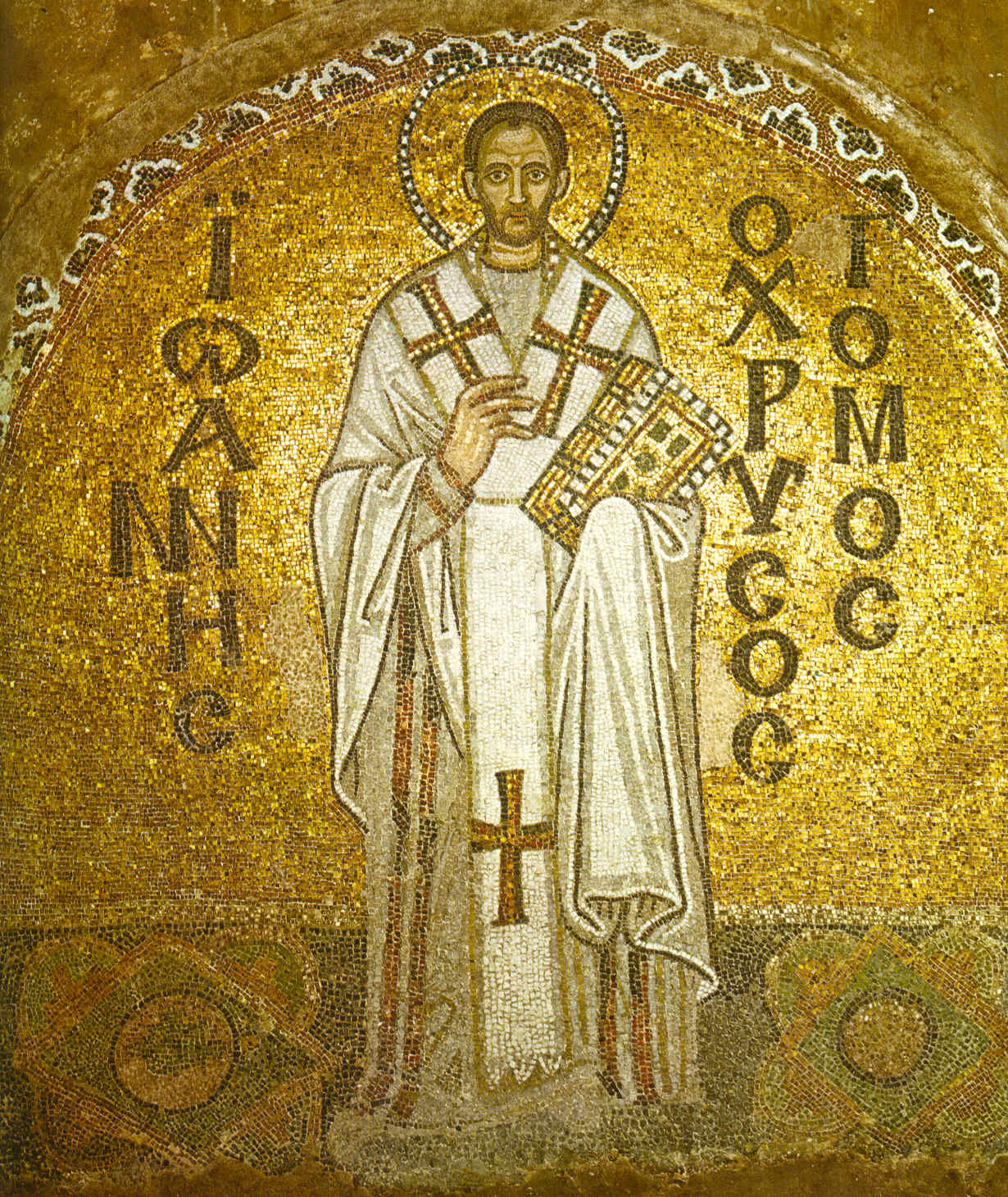
Johannes Chrysostomus (Hagia Sophia)

Het jaar 398 is het 98e jaar in de 4e eeuw volgens de christelijke jaartelling.

## Gebeurtenissen

### Klein-Azië
- Eutropius, Romeins militair adviseur, behaalt in Syria een overwinning op de Hunnen. Hij houdt in Constantinopel een triomftocht en wordt een vertrouweling van keizer Arcadius.
- 26 februari - Johannes Chrysostomus wordt tot aartsbisschop van Constantinopel gewijd.

### Europa
- Keizer Honorius trouwt met Maria, de dochter van zijn regent Flavius Stilicho.
- Pictische oorlog van Stilicho in Britannia.

### Afrika
- Gildonische opstand: Gildo, Romeins generaal (magister militum), komt in opstand in Mauretanië. Hij verovert de provincies in Noord-Afrika en bedreigt de graanaanvoer naar Rome. Stilicho stuurt een expeditieleger (5000 man) en weet door een list de rebellen te verslaan.
- Tweede concilie van Carthago: De Bijbel wordt als enige religieuze bron vastgelegd.

## Overleden
- Didymus de Blinde, Grieks-Egyptische theoloog
- Gildo, Romeins generaal (magister militum)